# 1933 a tudományban
Az 1933. év a tudományban és a technikában.

## Díjak
- Nobel-díjak
  - Fizikai Nobel-díj: Paul Dirac, Erwin Schrödinger
  - Fiziológiai és orvostudományi Nobel-díj: Thomas Hunt Morgan
  - Kémiai Nobel-díj: (nem adták ki)

## Születések
- április 26. – Arno Allan Penzias Nobel-díjas amerikai fizikus
- május 3. – Steven Weinberg Nobel-díjas amerikai fizikus († 2021)
- június 19. – Viktor Ivanovics Pacajev szovjet űrhajós († 1971)
- július 9. – Oliver Sacks brit származású amerikai neurológus († 2015)
- augusztus 14. – Richard Ernst Nobel-díjas svájci fizikai kémikus († 2021)
- október 2. – John B. Gurdon Nobel-díjas (megosztva) brit fejlődésbiológus
- október 9. – Peter Mansfield Nobel-díjas (megosztva)brit fizikus († 2017)
- október 17. – William Anders amerikai űrhajós
- november 14. – Fred Haise amerikai űrhajós
- december 3. – Paul J. Crutzen Nobel-díjas holland meteorológus, légkörkémikus († 2021)

## Halálozások
- február 14. – Karl Correns német botanikus, genetikus (* 1864)
- március 13. – Robert Innes skót-dél‑afrikai csillagász (* 1861)
- március 16. – Haar Alfréd magyar matematikus, egyetemi tanár (* 1885)
- március 26. – Kürschák József matematikus, a magyarországi matematika, azon belül az algebra kiemelkedő jelentőségű alakja (* 1864)
- március 28. – Fridrih Cander orosz, szovjet rakétamérnök és űrhajózási szakértő, aki nagyban hozzájárult az űrhajózási elmélet fejlesztéséhez (* 1887)
- december 16. – Schlesinger Lajos magyar-német matematikus (* 1864)